# Shūsei Nagaoka
Pour les articles homonymes, voir Nagaoka (homonymie).
Shūsei Nagaoka (長岡 秀星, Nagaoka Shūsei), de son vrai nom Shūzō Nagaoka, né le 26 novembre 1936 à Nagasaki et mort à Odawara le 23 juin 2015, est un illustrateur japonais, auteur de plusieurs pochettes d'albums musicaux célèbres dans les années 1970 et 1980. Il a notamment travaillé pour les groupes Electric Light Orchestra, Earth Wind & Fire et Deep Purple,.